# Beatriu d'Anglaterra
Beatriu d'Anglaterra (Bordeus, 25 de juny de 1242 - 24 de març de 1275, Londres) fou una princesa d'Anglaterra, filla del rei Enric III Plantagenet i d'Elionor de Provença. Poca informació és coneguda sobre les activitats de Beatriu, tot i ser una part important de la història anglesa. El seu matrimoni amb Joan (després Joan II de Bretanya) va ajudar a forjar una aliança amb el Regne de França i va posar el comtat de Richmond sota l'anomenat escut d'Anglaterra.
En el regnat d'Enric III aquest va tenir molta oposició a Anglaterra. En el temps en què Simó de Montfort va voler arrancar al rei una part del seu poder per donar més influència als barons, fou necessari per Enric el reforçament del seu govern per via de matrimonis de la seva família amb finalitats polítiques: la seva primera filla es va casar al rei d'Escòcia i Beatriu amb l'hereu de Bretanya que controlava el "honor" de Richmond; aquest matrimoni va donar a Enric una font addicional de poder. A més un nombre substancial de nobles francesos va anar a Anglaterra i fou nomenat a posicions polítiques. Quan Enric fou coronat pocs territoris de l'imperi angeví (Gascunya, Bearn, Angulema, Santonya i Agenès) van romandre lleials al rei; el matrimoni amb Beatriu es va demostrar útil per Enric III, ja que el podia ajudar a recuperar el comtat de Poitou però quan ho va intentar fou derrotat en la campanya i no ho va aconseguir; no obstant Enric III va regnar durant 56 anys (fins a la seva mort el 1272).

## Joventut

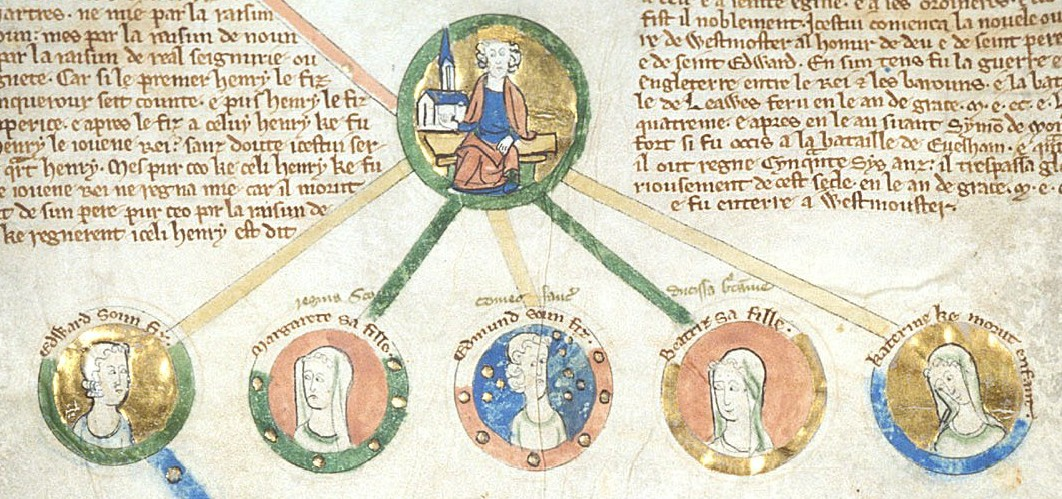
Enric III i els seus fills

La infantesa de Beatriu va estar plena de tragèdies i els problemes del seu pare al regne van anar junts amb la impopularitat de la seva mare amb el poble anglès. El seu germà gran Eduard es va posar greument malalt quan era molt jove i encara que es va recuperar altres germans més joves (Ricard, Enric, Guillem, Caterina i Joan) van morir joves, deixant desconsolada a la família. Elionor va quedar especialment afectada per la mort de la seva filla Caterina, que probablement va morir d'una malaltia degenerativa que la va fer tornar sorda i finalment va morir a l'edat de tres anys. D'altra banda els angleses no estaven contents amb Enric III per la influència a la cort d'Elionor i els seus parents savoians, i els barons demanaven més poder. El 1263 Elionor navegava en una llanxa a remolc que fou atacada pels ciutadans de Londres; aquestos fets van crear seriosos problemes al rei i a la família. D'altra banda però Enric i Elionor van gaudir d'un matrimoni feliç i Beatriu va créixer en un ambient d'amor junt amb els seus germans.

## Família
Beatriu fou la segona filla del rei Enric III i d'Elionor de Provença. Era germana d'Eduard I d'Anglaterra, de Margarida d'Anglaterra, reina d'Escòcia, i d'Edmond de Lancaster, primer comte de Lancaster. El novembre de 1260, a Saint-Denis, es va casar amb Joan, hereu de Bretanya (1239- 1305), fill de Joan I el Roig, duc de Bretanya i de Blanca de Navarra. Van tenir sis fills:
- Artur II, (25 de juliol de 1262 -1312), Duc de Bretanya.
- Joan (1266 -17 de gener de 1334), comte de Richmond (1306-1334). Va servir a Eduard II d'Anglaterra a Escòcia contra Robert I d'Escòcia i va ser fet presoner a la batalla de Blackmore el 1322. No va ser alliberat fins al 1325.
- Maria (1268 – 5 de maig de 1339), casada el 1292 a Guiu III de Châtillon, comte de Saint-Pol.
- Blanca de Bretanya (1270 – 19 de març de 1327),casada amb Felip d'Artois (1269 - 1298).
- Pere (1269 – juliol de 1312), vescomte de Léon. Era un príncep apassionat pels cavalls, i qui es va endeutar tant per satisfer la seva passió que es va veure obligat vendre la vescomtat de Léon al seu germà Artur II. Va participar en les guerres de Flandes amb el seu pare. Va morir el 1312, d'una puntada de peu d'un cavall.
- Alienor de Bretanya (1275 – 16 de maig de 1342). Religiosa el 1286, abadessa de Fontevraud (1304-1342), va llegar a la seva abadia el Graduel d'Aliénor de Bretagne (manuscrit il·luminat contenint els cants de l'any litúrgic).

## Defunció
Beatriu va morir el 24 de març de 1275 a Londres, Anglaterra. Es diu que la seva mort va ser en adolescent però les dates no corroboren aquesta teoria que ha estat rebutjada en diversos articles. Joan II va honorar a la seva dona amb una capella en terra privada o dins una església que fou acabada després de mort el duc de manera que poguessin estar junt; fou enterrada a l'església dels Frares Grisos a Greenwich, Londres. El seu marit va heretar el ducat de Bretanya al cap d'11 anys (1286) per la qual cosa ella mai va portar el títol de duquessa.